# Saint-Remy-le-Petit
Saint-Remy-le-Petit ist eine französische Gemeinde mit 55 Einwohnern (Stand 1. Januar 2022) im Département Ardennes in der Region Grand Est (vor 2016 Champagne-Ardenne). Sie gehört zum Arrondissement Rethel, zum Kanton Château-Porcien und zum Gemeindeverband Pays Rethélois.

## Geografie
Der Fluss Retourne bildet die nördliche Gemeindegrenze. Umgeben wird Saint-Remy-le-Petit von den Nachbargemeinden Bergnicourt im Norden und Osten, Ménil-Lépinois im Südosten, Isles-sur-Suippe im Süden sowie L’Écaille im Westen.

## Bevölkerungsentwicklung
| Jahr                       | 1962 | 1968 | 1975 | 1982 | 1990 | 1999 | 2005 | 2019 |
| Einwohner                  | 59   | 62   | 54   | 38   | 32   | 36   | 35   | 50   |
| Quellen: Cassini und INSEE |      |      |      |      |      |      |      |      |

## Sehenswürdigkeiten

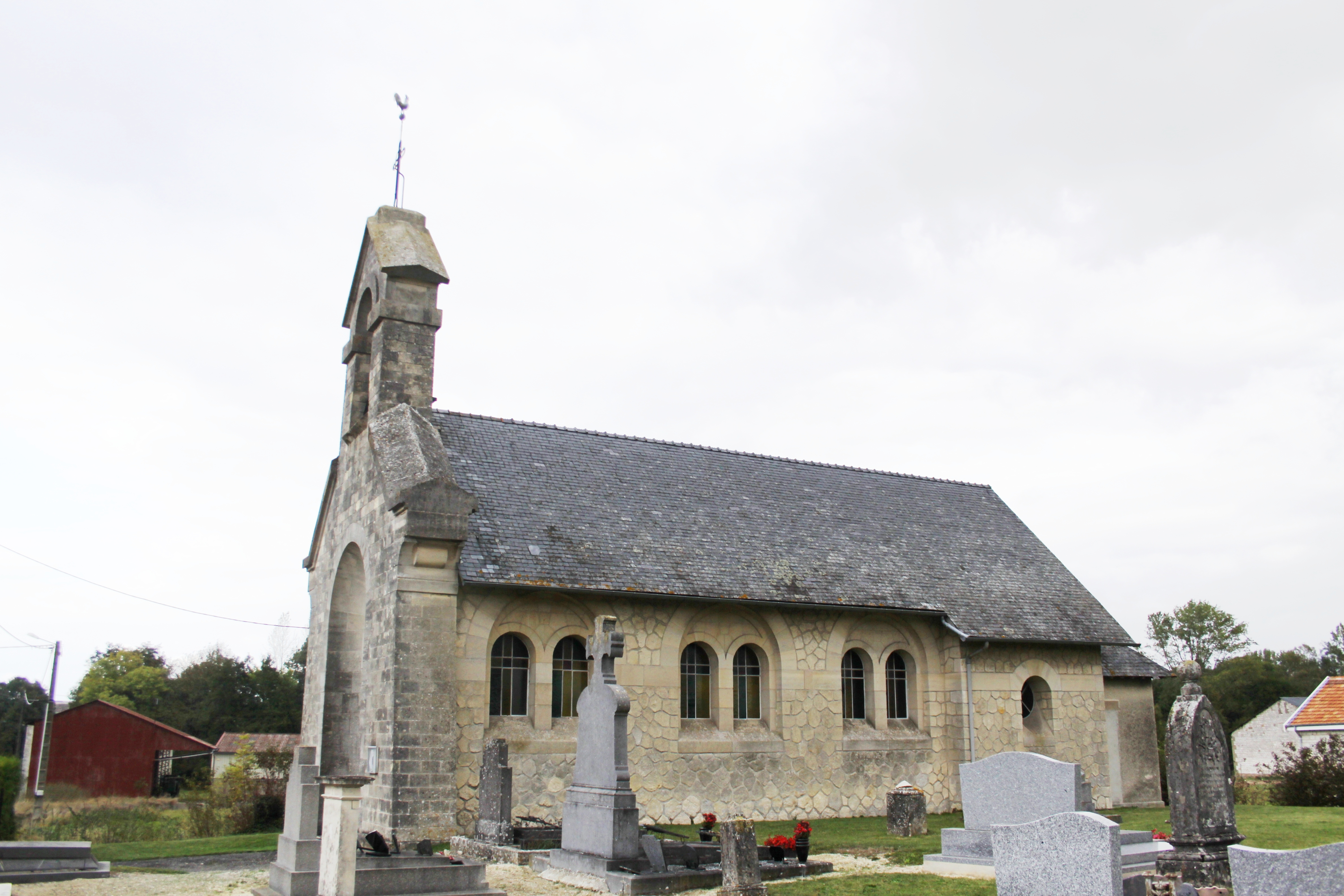
Kirche Saint-Remi

- Kirche Saint-Remi